# Корж Микола Олексійович
Микола Олексійович Корж (12 серпня 1947, Харків) — ортопед-травматолог, хірург, організатор медичної науки та охорони здоров'я України, доктор медичних наук, професор, заслужений діяч науки і техніки України.

## Біографія
Корж Микола Олексійович народився 12 серпня 1947 року у місті Харкові у сім'ї лікаря ортопеда-травматолога, академіка Коржа О. О.
У 1971 році закінчив Харківський державний медичний інститут.
У 1973 році після закінчення клінічної ординатури працював у Харківському інституті удосконалення лікарів (ХМАПО), спочатку на посаді асистента (1973—1978), потім доцента (1978—1987), виконував обов'язки декана хірургічного факультету інституту (1987—1988), з 1989 до 1995 року був проректором з наукової роботи.
З 1996 року — директор ДУ «Інститут патології хребта та суглобів ім. проф. М. І. Ситенка НАМН України».
Головний редактор журналу «Ортопедия, травматология и протезирование».

## Наукова робота
Автор 650 наукових праць, серед яких 38 монографій, довідників і підручників,108 авторських свідоцтв, та патентів на винаходи.
За останні роки опубліковано 9 монографій і довідників «Довідник ортопеда» (2011, 2012, 2015), «Патологія хребта» (2013), «Повреждения хряща коленного сустава» (2013), «Курс лекций по ортопедии и травматологии» (2014), «Эндопротезирование тазобедренного сустава» (2015).
Тривалий час (до 2017 року) був президентом ВГО «Українська асоціація ортопедів-травматологів» (зараз — Почесний президент), яка за його ініціативи ввійшла до Європейської федерації асоціацій ортопедів та травматологів (EFORT). Є одним із засновників і віце-президентом об'єднання громадян з інструментальної та малоінвазивної хірургії хребта (ISMISS), член Societ у Internationale de Chirurhie Orthopedique et de Traumatologie (SICOT); Ukrainian — German Society of Orthopaedics and Traumatologists (UGSOT); (EFORT).